# Thomas Yates Walsh
Thomas Yates Walsh (* 1809 in Baltimore, Maryland; † 20. Januar 1865 ebenda) war ein US-amerikanischer Politiker. Zwischen 1851 und 1853 vertrat er den Bundesstaat Maryland im US-Repräsentantenhaus.

## Werdegang
Thomas Walsh besuchte die öffentlichen Schulen seiner Heimat sowie das St. Mary’s College, an dem er in den Jahren 1821 bis 1824 studierte. Nach einem anschließenden Jurastudium und seiner 1832 erfolgten Zulassung als Rechtsanwalt begann er in Baltimore in diesem Beruf zu arbeiten. Gleichzeitig schlug er als Mitglied der Whig Party eine politische Laufbahn ein. In den Jahren 1847 und 1848 saß er im Stadtrat seiner Heimatstadt.
Bei den Kongresswahlen des Jahres 1850 wurde Walsh im vierten Wahlbezirk von Maryland in das US-Repräsentantenhaus in Washington, D.C. gewählt, wo er am 4. März 1851 die Nachfolge von Robert Milligan McLane antrat. Da er im Jahr 1852 dem Demokraten William Thomas Hamilton unterlag, konnte er bis zum 3. März 1853 nur eine Legislaturperiode im Kongress absolvieren. Diese war von den Diskussionen um die Sklaverei bestimmt. Nach dem Ende seiner Zeit im US-Repräsentantenhaus praktizierte Thomas Walsh wieder als Anwalt. Er starb am 20. Januar 1865 in Baltimore, wo er auch beigesetzt wurde.